# إبراهيم العساف
إبراهيم بن عبد العزيز بن عبد الله العساف، من مواليد عيون الجواء بمنطقة القصيم في المملكة العربية السعودية عام 1949م سياسي سعودي تولى منصب وزير الخارجية سابقًا، وقبلها حقيبة وزارة المالية. وأعفي من منصب وزير المالية بالأمر الملكي رقم (أ /9)، وعيّن وزير دولة وعضواً في مجلس الوزراء السعودي بتاريخ 30 محرم 1438هـ، الموافق 31 أكتوبر 2016. عين وزيرًا للخارجية في 27 ديسمبر 2018. خلفاً لعادل الجبير، وأعفي من منصبه بأمر ملكي، في 23 أكتوبر 2019. ليعين وزير دولة وعضواً بمجلس الوزراء.

## المؤهلات
- دكتوراه في الاقتصاد من جامعة ولاية كولورادو (بالإنجليزية: Colorado State University) كولورادو / الولايات المتحدة عام 1981 م.
- ماجستير في الاقتصاد من جامعة دنفر (بالإنجليزية: University of Denver) كولورادو / الولايات المتحدة عام 1971 م.
- بكالوريوس في الاقتصاد والعلوم السياسية من جامعة الملك سعود (بالإنجليزية: King Saud University) الرياض / المملكة العربية السعودية عام 1968 م.

## الخبرة العملية
- مدرس ومعيد مبادئ الاقتصاد في كلية الملك عبد العزيز الحربية (1971-1982).
- محاضر زائر في كلية القيادة والأركان (1982-1983).
- رئيس قسم العلوم الإدارية وأستاذ مساعد لمادة الاقتصاد في كلية الملك عبد العزيز الحربية (1982-1986).
- مستشار في الصندوق السعودي للتنمية (1982-1986).
- المدير التنفيذي المناوب للمملكة العربية السعودية في صندوق النقد الدولي (1986-1989).
- المدير التنفيذي في مجالس إدارة مجموعة البنك الدولي للمملكة العربية السعودية (1989-1995).
- عميد مجلس إدارة مجموعة البنك الدولي (1993-1995).
- نائب محافظ مؤسسة النقد العربي السعودي (يوليو 1995).
- وزير المالية (1996-2016).
- وزير الدولة وعضو بمجلس الوزراء من تاريخ 31/10/2016 حتى 27/12/2018
- وزير الخارجية (2018-2019).[8]

## عضوياته
- لجنة الحج العليا.
- المجلس الأقتصادي الأعلى.
- المجلس الأعلى لشؤون البترول والمعادن.
- مجلس إدارة شركة أرامكو.
- المجلس الأعلى للشؤون الإسلامية.
- المجلس الأعلى للتعليم.
- مجلس الخدمة المدنية.
- مجلس الخدمة العسكرية.
- المجلس الأعلى للدفاع المدني.
- الهيئة العامة للغذاء والدواء.
- مجلس إدارة المؤسسة العامة للصناعات العسكرية.

## رئيس لمجالس الإدارة التالية
- صندوق الاستثمارات العامة.
- المؤسسة العامة للتقاعد.
- الصندوق السعودي للتنمية.
- صندوق التنمية العقارية.
- شركة السنابل السعودية.

## ممثل ورئيس السعودية لكل من
- اللجنة السعودية الألمانية المشتركة.
- اللجنة السعودية الإيطالية المشتركة.
- اللجنة السعودية الصينية المشتركة.
- اللجنة السعودية السورية المشتركة.

## محافظ المملكة في
- مجموعة البنك الإسلامي للتنمية - جدة.
- مجموعة البنك الدولي - واشنطن.
- صندوق النقد الدولي - واشنطن.
- صندوق النقد العربي - أبو ظبي.
- الصندوق العربي للإنماء الاقتصادي والاجتماعي - الكويت.
- المصرف العربي للتنمية الاقتصادية - الخرطوم.
- المؤسسة العربية لضمان الاستثمار - الكويت.
- الهيئة العربية للاستثمار والإنماء الزراعي - الخرطوم.

## الأوسمة
- وشاح الملك عبد العزيز - المملكة العربية السعودية.
- وشاح الجمهورية - السودان.
- وشاح النيلين - السودان.
- وسام الأسد - السنغال.
- وشاح الاستحقاق - إيطاليا.[9]